# جون سبرينغر
جون سبرينغر (بالإنجليزية: Jon Springer)‏ هو كاتب سيناريو ومخرج أمريكي، ولد في 1966.

## وصلات خارجية
- جون سبرينغر على موقع IMDb (الإنجليزية)
- جون سبرينغر على موقع قاعدة بيانات الفيلم (الإنجليزية)